# SBB RABe 514
Az SBB RABe 514 sorozatú villamos motorvonat egy négyrészes emeletes motorvonat, innen származik másik hivatalos megjelölése a DTZ is, mely a „Doppelstocktriebzug” (emeletes motorvonat) rövidítése. a zürichi S-Bahn forgalom számára beszerzett motorvonatok hivatalosan a Siemens Desiro Double Deck típuscsalád tagjai.

## Gyártása és forgalomba állítása

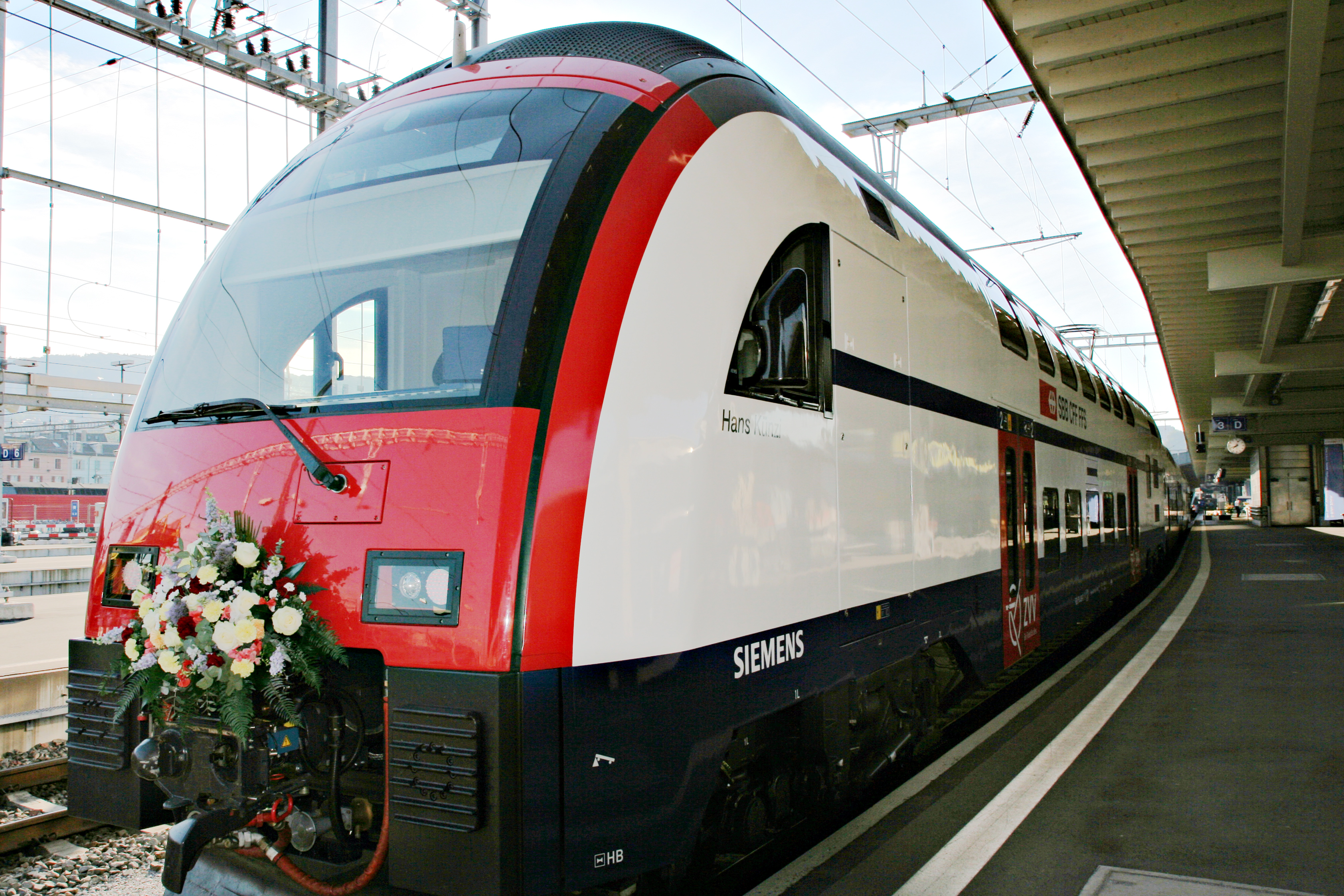
A motorvonat felavatása 2006. június 10-én

Az SBB igazgatótanácsa 2003. február 26-án határozta el, hogy 447 millió svájci frank értékben a Siemens Transportation Systemstől rendek meg 35 db négyrészes emeletes motorvonatot. A döntés meglepetést keltett, hiszen a Siemens korábban nem épített még emeletes motorvonatokat, csak emeletes személy- és vezérlőkocsikat (az ÖBB részére). Ugyan részt vett a prototípus-állapoton túl nem jutott 445 sorozatú „Meridian” motorvonat építésében, de ott a járműszerkezetet az akkori partnere a DWA Görlitz(később Adtranz, ma Bombardier Transportation) készítette. A tenderben előírt svájci hozzáadott értéket a Siemens úgy biztosította, hogy a mellékkocsik összeszerelését, valamint a motorvonatok üzembe helyezését a Stadler Rail altenrheini üzemére bízta, azokban az eredetileg tervezett mértéket így sem érte el. Az első motorvonatot 2005. december 2-án mutatták, de a tesztek egészen 2006 májusáig tartottak.

## Felépítése

### Elrendezés
A négyrészes motorvonat két motorkocsiból és a közéjük csatolt két mellékkocsiból áll. A motorkocsik minden tengelye hajtott. Tekintettel arra, hogy a kocsik tetején helyhiány miatt nem lehetett nagyfeszültségű kábelt átvezetni, így mindkét motorkocsi a saját áramszedőjén kapja a táplálást. A gépezeti berendezése a segédüzemi áramirányítókat és a mellékkocsik klímaberendezését leszámítva a motorkocsikban helyezték el. A motorvonat formatervét a német TriCon Design készítette

### Járműszerkezet
A kocsiszekrények tervezésénél teljes mértékben kihasználták a svájci „EBV Spezial” szerkesztési szelvényt. A kocsik vázszerkezete acélprofilokból áll melyek acéllemez-borítást kaptak, a lehető mértékig ponthegesztéssel rögzítve azokat. Az alváz erősen igénybe vett elemei acélöntvények, a felső szint padlószerkezete acél-szendvicsszerkezet, melyet szegecseléssel rögzítettek az oldalvázszerkezethez. Az alváz vezetőállások alatti részét energiaemésztő deformációs zónaként képezték ki. A motorkocsi tetejének a belső vége az áramszedő elhelyezése érdekében az utasátjáró tetejének szintjéig lesüllyesztett. A motorkocsi homlokrésze acélvázra erősített üvegszál-erősítésű műanyag szendvicsszerkezet, melyet a vázhoz ragasztással rögzítettek. A forgóvázakat a Siemens grazi üzeme fejlesztette és gyártotta, a hajtott forgóvázak SF500, a futóforgóvázak SF400 típusúak. A csavarrugós primer- és légrugós szekunderrugózású forgóvázakart az ICE 2 típusú motorvonatok futóforgóvázaiból fejlesztették ki. A féktárcsákat a hajtott forgóvázakon a keréktárcsákon, a futóforgóvázakon a kerékpártengelyeken helyezték el.
A keret nélküli oldalablakokat profilgumival közvetlenül az oldalfalhoz rögzítették. Az ablakok biztonsági, hőszigetelt üvegezésűek (kétrétegű, ragasztott biztonsági üveg). A IFE-gyártmányú kétszárnyú villamos hajtó lengő-toló beszállóajtók 1 400 mm szélességűek, a beszállómagasság 600 mm. Az egyes tagok közötti átjárást a Hübner cég harmonika-átjárói biztosítják. Forgócsap viszi át az erőt a hajtott forgóvázról a kocsiszekrényre. A vontatómotorok felfüggesztése a forgóvázban teljesen rugózott (csőtengelyes hajtás gumielemes kardáncsuklóval).

### Villamos berendezés
A motorkocsik tetején elhelyezett egy-egy félpantográf áramszedőn és egy-egy vákuumos főmegszakítón keresztül jut el a motorkocsik vezetőfülke nélküli végein, az utasátjáró két oldalán elhelyezett (motorkocsinként 2 db) főtranszformátorokhoz. Egy transzformátornak két vontatási és egy segédüzemi szekunder tekercse van. A vontatási áramirányítók kompakt egységet alkotnak, melyeket (szintén motorkocsinként 2 db-ot) a motorkocsik vezetőállásos végein két oldalt helyezték el. A hálózati áramirányítók 1 800 V egyenfeszültséggel táplálják a közbenső egyenáramú kört, majd a vontatómotorokat közvetlenül tápláló (ún. motorköri) áramirányítók a közbenső kör áramát háromfázisú váltakozóárammá alakítja át. Egy áramirányító egy hajtott forgóváz két 400 kW-os háromfázisú aszinkron vontatómotorját táplálja. Az áramirányítók vízhűtésesek, IGBT-elemekből felépítettek.

A 650 V közbenső köri feszültségű, szintén IGBT-s segédüzemi áramirányítók 400 V 50 Hz háromfázisú váltakozóáramot és 110 V feszültségű egyenáramot szolgáltatnak.

### Vezérlés
A vezérlés a Siemens jól bevált 32 bites SIBAS 32 rendszere szerinti buszrendszerű vezérlés. A programozásuk az EN 50128 szabvány szerint történik. Több motorvonat összekapcsolása esetén a vezérlést a megszokott módon a Wire Train Bus (WTB) viszi át.

### Utastér

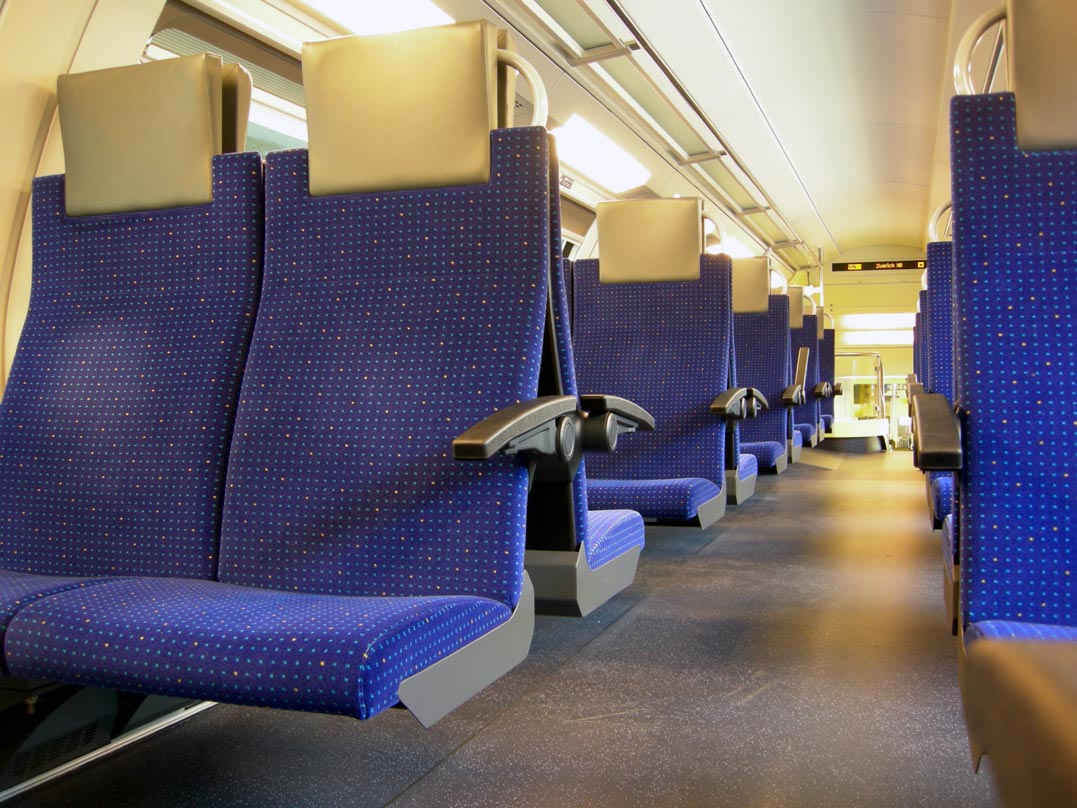
A DTZ utastere

Az üléstávolság az első osztályon 2000, a másodosztályon 1700 mm, az ülőhelyek 2+2 elrendezésűek. Az ülések, melyek csak az oldalfalakhoz rögzítettek (Cantilever rendszer) a svájci Schlegel Swiss Standard termékei. A padlóburkolat a Freudenberg cégtől származik. Az utastér klimatizált, a Liebherr gyártmányú klímaberendezést a tető alatt helyezték el. A WC a német Satek gyártmánya, zárt, biológiai WC, melyet kerekesszékkel is igénybe lehet venni. Az utasterek teljes mértékben klimatizáltak. Az utastájékoztatás audio- és LED-mátrixos, illetve LCD-TFT monitoros vizuális utastájékozatás.

## Üzeme
A DTZ-k olyan S-Bahn vonalakon közlekednek, ahol korábban DPZ-k, azaz emeletes ingavonatok szállították az utasokat. Az innen kikerülő vonatok pedig RABDe 510 (Mirage) motorvonatok és RBe 540-nel vontatott ingavonatokat váltanak ki.
Az első RABe 514-esek 2006. május végétől-június elejétől az S14 számú (Hinwil–Zürich Hauptbahnhof vonalon kísérleti üzemben közlekedtek. A 2006. decemberi menetrendváltástól kezdve az első kilenc szerelvény, melyet az SBB átvett, az S7 (Rapperswil–Zürich–Winterthur) vonalon menetrend szerint közlekednek. A további szerelvények megérkezésüktől a végleges átvételig szintén az S14 vonalon teljesítenek szolgálatot. Azon időszakban, amikor az összes átvett motorvonatra nincs szükség az S7-esen, Rapperswilből az S15-ös vonalra járnak át. Amint megérkezik az S7 ellátásához szükséges mind a 15 szerelvény, a további 20 vonat az S5-ös vonalon áll forgalomba.
Eredetileg követelmény volt, hogy a DTZ-k csatolhatók és együtt vezérelhetők legyenek az Adtranztól származó DPZ-kkel, azonban ez már a tervezés fázisában nagy gondot okozott így inkább az S5 és S7 vonalak tisztán DTZ-üzeme mellett döntöttek.